# Dewan Undangan Negeri
Las Asambleas Legislativas Estatales de Malasia denominadas Dewan Undangan Negeri o DUN en malayo, son el cuerpo legislativo unicameral que posee cada uno de los trece estados federados que componen el país. Al igual que ocurre con el Dewan Rakyat (Cámara de Representantes) a nivel federal, las Asambleas Estatales son elegidas mediante escrutinio mayoritario uninominal para un mandato de cinco años. Aunque cada estado es independiente para definir sus elecciones, por convención se suelen disolver todas las Asambleas al mismo tiempo que el Parlamento Federal, de modo que las elecciones federales y estatales se realicen al mismo tiempo. Desde 2004, el estado de Sarawak es el único que celebra sus elecciones separadamente. En la actualidad, las Asambleas Legislativas Estatales juntas suman 587 escaños.
Las asambleas tienen poderes para promulgar leyes estatales según lo dispuesto en la Constitución Federal. El partido mayoritario en cada asamblea forma el gobierno del estado, y el líder del partido mayoritario se vuelve Menteri Besar (para los estados con gobernantes hereditarios) o el Ministro Principal (para los estados sin gobernantes hereditarios) del estado.

## Asambleas por Estado
| Estado          | Población | Escaños | Partido mayoritario       |
| --------------- | --------- | ------- | ------------------------- |
| Johor           | 3.348.283 | 56      | Pakatan Harapan           |
| Kedah           | 1.947.651 | 36      | Pakatan Harapan           |
| Kelantan        | 1.539.601 | 45      | Gagasan Sejahtera         |
| Malaca          | 821.110   | 28      | Pakatan Harapan           |
| Negeri Sembilan | 1.021.064 | 36      | Pakatan Harapan           |
| Pahang          | 1.500.817 | 42      | Barisan Nasional          |
| Perak           | 2.352.743 | 59      | Pakatan Harapan           |
| Perlis          | 231.541   | 15      | Barisan Nasional          |
| Penang          | 1.561.383 | 40      | Pakatan Harapan           |
| Selangor        | 5.462.141 | 56      | Pakatan Harapan           |
| Terengganu      | 1.035.977 | 32      | Gagasan Sejahtera         |
| Sabah           | 3.206.742 | 60      | Pakatan Harapan + WARISAN |
| Sarawak         | 2.471.140 | 82      | Barisan Nasional          |